# Rhoderick McGrigor

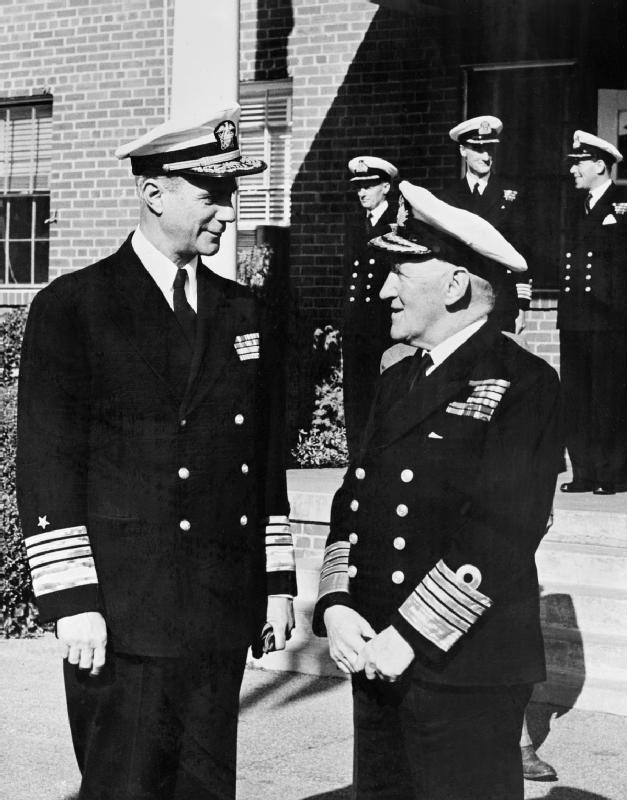
Admiral of the Fleet Sir Rhoderick Robert McGrigor (rechts) im Gespräch mit dem Obersten Alliierten Kommandeur der NATO-Streitkräfte im Atlantik, Admiral Jerauld Wright (November 1954)

Sir Rhoderick Robert McGrigor, GCB, DSO (* 12. April 1893 in York; † 3. Dezember 1959 in Tarland, Aberdeenshire, Schottland) war ein britischer Seeoffizier der Royal Navy, der zuletzt als Flottenadmiral (Admiral of the Fleet) zwischen 1951 und 1955 Erster Seelord (First Sea Lord) war.

## Leben

### Ausbildung zum Seeoffizier, Erster Weltkrieg und Zwischenkriegszeit

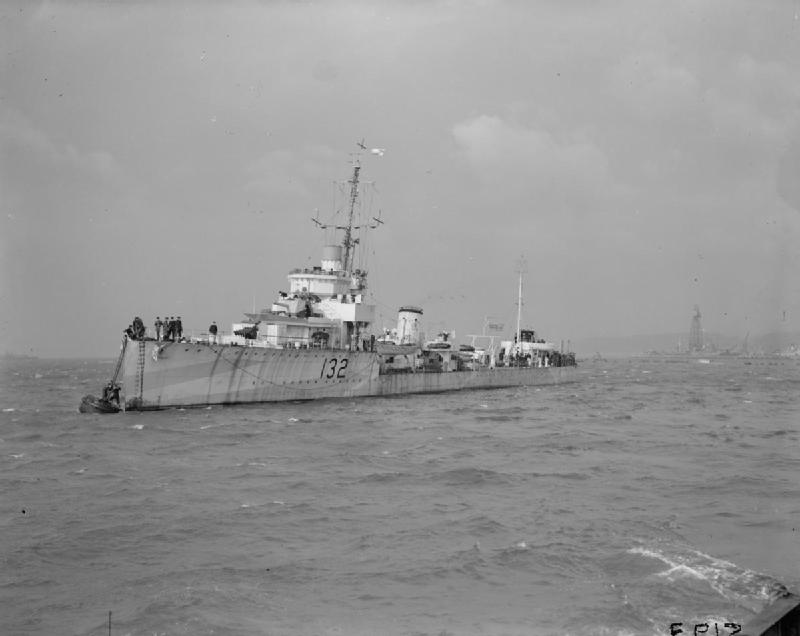
Im August 1932 übernahm McGrigor sein erstes eigenes Schiffskommando, und zwar als Kommandant des zur Heimatflotte (Home Fleet) gehörenden Zerstörer Versatile

Rhoderic Robert McGrigor, Sohn von Generalmajor Charles Rhoderic Robert McGrigor, Offizier des King’s Royal Rifle Corps, und dessen Ehefrau Ada Rosamond Bower, absolvierte eine Ausbildung zum Seeoffizier am Royal Naval College in Osborne House sowie am Britannia Royal Naval College. Am 15. September 1910 wurde er zum Fähnrich zur See (Midshipman) befördert und fand im Anschluss Verwendungen auf dem zur Atlantikflotte (Atlantic Fleet) gehörenden Linienschiff Formidable sowie ab Mai 1912 auf dem zur Heimatflotte (Home Fleet) gehörenden Schlachtschiff HMS Africa, wo er am 15. Januar 1913 zum Leutnant zur See (Sub-Lieutenant) befördert wurde. Im Oktober 1913 wurde er auf das ebenfalls zur Heimatflotte gehörende Schlachtschiff Agamemnon versetzt sowie im März 1914 auf den Zerstörer Foxhound, der zur Mittelmeerflotte (Mediterranean Fleet) gehörte. Kurz nach Beginn des Ersten Weltkrieges wurde er am 15. Oktober 1914 zum Kapitänleutnant (Lieutenant) befördert und nahm zwischen dem 19. Februar 1915 und dem 9. Januar 1916 an der Schlacht von Gallipoli teil. Nach seiner Versetzung auf das Schlachtschiff Malaya nahm er mit der Großen Flotte (Grand Fleet) vom 31. Mai bis 1. Juni 1916 an der Skagerrakschlacht teil.
Nach Kriegsende fand McGrigor zahlreiche Verwendungen als Offizier und Stabsoffizier und wurde im Juni 1919 auf den Geschützten Kreuzer Highflyer verlegt und am 17. Oktober 1922 zum Korvettenkapitän (Lieutenant Commander) befördert. Nachdem er 1923 das Royal Naval College in Greenwich besucht hatte, wurde er im Februar 1925 Torpedooffizier der 1. Zerstörerflottille (First Destroyer Flotilla) der Mittelmeerflotte. Mit Wirkung vom 31. Dezember 1927 wurde er zum Fregattenkapitän (Commander) befördert und im Anschluss zunächst Offizier an der Takitikschule in Portsmouth sowie danach im August 1930 Operationsstabsoffizier beim Oberkommandierenden der Heimatflotte. Im August 1932 übernahm er sein erstes eigenes Schiffskommando, und zwar als Kommandant des zur Heimatflotte gehörenden Zerstörers Versatile, auf dem mit Wirkung zum 31. Dezember 1933 seine Beförderung zum Kapitän zur See (Captain) erfolgte. Im August 1934 wurde er in die Abteilung Ausbildung und Stabsdienste (Directorate of Training and Staff Duties) der Admiralität versetzt und übernahm danach im September 1936 den Posten als Kommodore der zur Heimatflotte gehörenden 4. Zerstörerflottille (4th Destroyer Flotilla), zu der unter anderem die zur Scott-Klasse zählende Campbell sowie die Kempenfelt gehörten. Im August 1938 übernahm er als Nachfolger von Commodore Arthur Palliser den Posten als Chef des Stabes der Seestreitkräfte in China (China Station) und behielt diese Funktion bis zu seiner Ablösung durch Commodore Fitzroy Hutton im August 1940. Zugleich wurde er zum Kommodore (Commodore) ernannt.

### Zweiter Weltkrieg

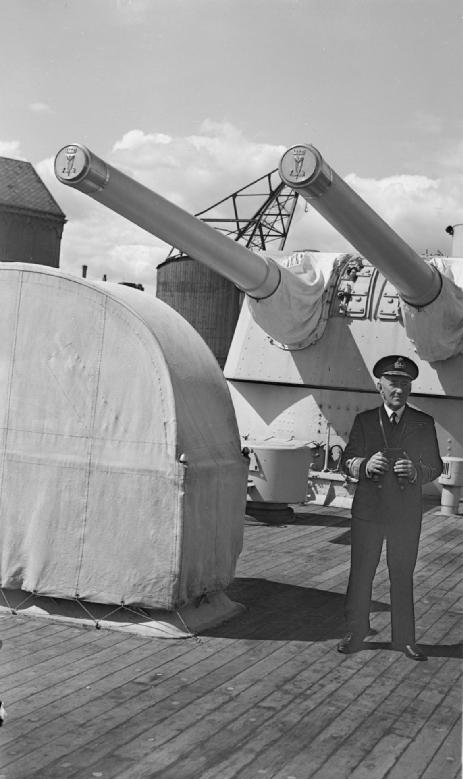
Admiral Rhoderick McGrigor an Bord seines Flaggschiffs, des Schweren Kreuzer Norfolk (Juni 1945)

Während  des Zweiten Weltkrieges wurde Kapitän zur See Rhoderick McGrigor im Januar 1941 Kommandant des Schlachtkreuzers Renown und verblieb in dieser Funktion bis August 1941, woraufhin Kapitän zur See Charles Saumarez Daniel seine Nachfolge antrat. Im Anschluss wurde er am 8. Juli 1941 zum Konteradmiral (Rear-Admiral) befördert und im September 1941 erster Assistierender Chef des Marinestabes für Waffen (Assistant Chief of the Naval Staff, Weapons) und übte diese Stelle bis zu seiner Ablösung durch Konteradmiral Wilfrid Patterson im März 1943 aus. In dieser Verwendung war er zugleich einer der Lord Commissioner of Admiralty. Nach seinem Ausscheiden aus der Admiralität wurde er 1943 zum Kommandeur der Marineverbände für die Operation Corkscrew, der am 10. Juni 1943 erfolgten Invasion der Alliierten auf die italienischen Insel Pantelleria, sowie im Anschluss der Operation Husky, der Invasion auf Sizilien am 10. Juli 1943. Für seine dabei geleisteten Verdienste wurde er 1943 mit dem Distinguished Service Order (DSO) ausgezeichnet sowie im Kriegsbericht erwähnt (Mentioned in dispatches). Darüber hinaus wurde er am 1. Januar 1944 zum Companion des Order of the Bath (CB) ernannt.
Im März 1944 übernahm Vizeadmiral McGrigor von Vizeadmiral Arthur Palliser die Funktion als Kommandeur des 1. Kreuzergeschwaders (1st Cruiser Squadron), zu dem der Schwere Kreuzer Norfolk als sein Flaggschiff gehörte. Diese Funktion behielt er bis Juli 1945 und wurde dann durch Konteradmiral Harold Kinahan abgelöst. In dieser Funktion leitete er die Operation Judgement, ein Angriff der Royal Navy auf den deutschen Schiffsverkehr westlich von Narvik und auf den U-Boot-Stützpunkt in der Kilbotnbucht bei Harstad in Nordnorwegen, bei der es am 4. Mai 1945 zur Versenkung des norwegischen Kombischiffes Black Watch kam. Am 14. Juni 1945 wurde er zum Knight Commander des Order of the Bath (KCB) geschlagen und führte seither den Namenszusatz „Sir“.

### Nachkriegszeit und Aufstieg zumAdmiral of the Fleet
Nach Kriegsende löste Vizeadmiral McGrigor im Oktober 1945 Vizeadmiral Edward Neville Syfret als Vizechef des Marinestabes (Vice-Chief of the Naval Staff) ab und behielt dieses Amt bis Oktober 1947, woraufhin Vizeadmiral John Edelsten seine Nachfolge übernahm. Am 7. Januar 1948 wurde er wiederum Nachfolger von Admiral Edward Neville Syfret, und zwar diesmal als Oberkommandierender der Heimatflotte (Commander-in-Chief, Home Fleet). Er bekleidete diese Funktion bis Januar 1950 und wurde daraufhin von Admiral Philip Vian abgelöst. Am 2. Mai 1948 wurde er zum Admiral befördert. Er selbst wiederum trat am 15. März 1950 die Nachfolge von Admiral Robert Burnett als Oberkommandierender des Marinestützpunktes Mount Wise bei Plymouth (Commander-in-Chief, Plymouth) an und übte diesen Posten bis Oktober 1951 aus, woraufhin Admiral Maurice Mansergh ihn ablöste.
Zuletzt wurde Admiral Rhoderick McGrigor am 20. Dezember 1951 Nachfolger von Admiral of the Fleet Bruce Fraser, 1. Baron Fraser of North Cape als Erster Seelord (First Sea Lord) sowie zugleich als Chef des Marinestabes (Chief of the Naval Staff). Am 1. Januar 1951 wurde er zum Knight Grand Cross des Order of the Bath (GCB) erhoben. Als Erster Seelord nahm er am 11. Februar 1952 an der Beisetzung von König Georg VI. sowie an der Zeremonie zur Krönung von Königin Elisabeth II. am 2. Juni 1953 teil, deren Leitender und Erster Aide-de-camp für die Marine er zudem vom 24. April 1952 bis zum 1. Mai 1953 er war. Am 1. Mai 1953 wurde er ebenfalls zum Flottenadmiral (Admiral of the Fleet) befördert. Am 18. April 1955 wurde Admiral of the Fleet Louis Mountbatten, 1. Earl Mountbatten of Burma sein Nachfolger als Erster Seelord und Chef des Marinestabes.
McGrigor, dem 1953 ein Ehrendoktor der Rechte (Honorary LL.D.) der University of St Andrews verliehen wurde, bekleidete zudem als Nachfolger von Jimmy Edwards zwischen 1954 und seiner Ablösung durch John Bannerman 1957 das Amt als Rektor der University of Aberdeen. 1955 verlieh ihm die University of Aberdeen einen weiteren Ehrendoktor der Rechte.
Rhoderic Robert McGrigor heiratete am 28. November 1931 Louise Gwendoline Glyn. Das Paar adoptierte die am 4. Juli 1942 geborenen Zwillinge John McGrigor und Andrew David McGrigor.